# Waterschap Kromme Rijn
Het waterschap Kromme Rijn was een waterschap in de Nederlandse provincie Utrecht. Het is op 1 januari 1971 ontstaan.
Enkele jaren voor het ontstaan was de regio versnipperd in tientallen kleine waterschappen. Reeds in 1959 stelden Gedeputeerde Staten van de provincie Utrecht daarom voor om grotere waterschappen te realiseren. In aanloop naar de fusie in 1971 werden in het Kromme Rijn-gebied uit de kleine waterschappen al vier grotere gevormd:
- Sterkenburg (1969)
- Honswijk (1970)
- Schonauwen (1970)
- Uiterwaarden (1970)

Deze fuseerden in 1971 volgens plan naar waterschap Kromme Rijn. Hierbij werd tevens het in 1323 ingestelde Hoogheemraadschap van de Lekdijk Bovendams ingelijfd.
Het kantoor van het waterschap was gevestigd in Houten. In 1994 ging het waterschap op in waterschap Hoogheemraadschap De Stichtse Rijnlanden.